# 2168 Своуп
2168 Своуп (2168 Swope) — астероїд головного поясу, відкритий 14 вересня 1955 року.
Тіссеранів параметр щодо Юпітера — 3,473.